# Boriwka (obwód kijowski)
Boriwka (ukr. Борівка) – wieś na Ukrainie, w obwodzie kijowskim, w rejonie buczańskim, w hromadzie Makarów. W 2001 liczyła 603 mieszkańców, wśród których 583 wskazało jako ojczysty język ukraiński, 18 rosyjski, a 2 białoruski.